# Pauluskirche (Badenweiler)

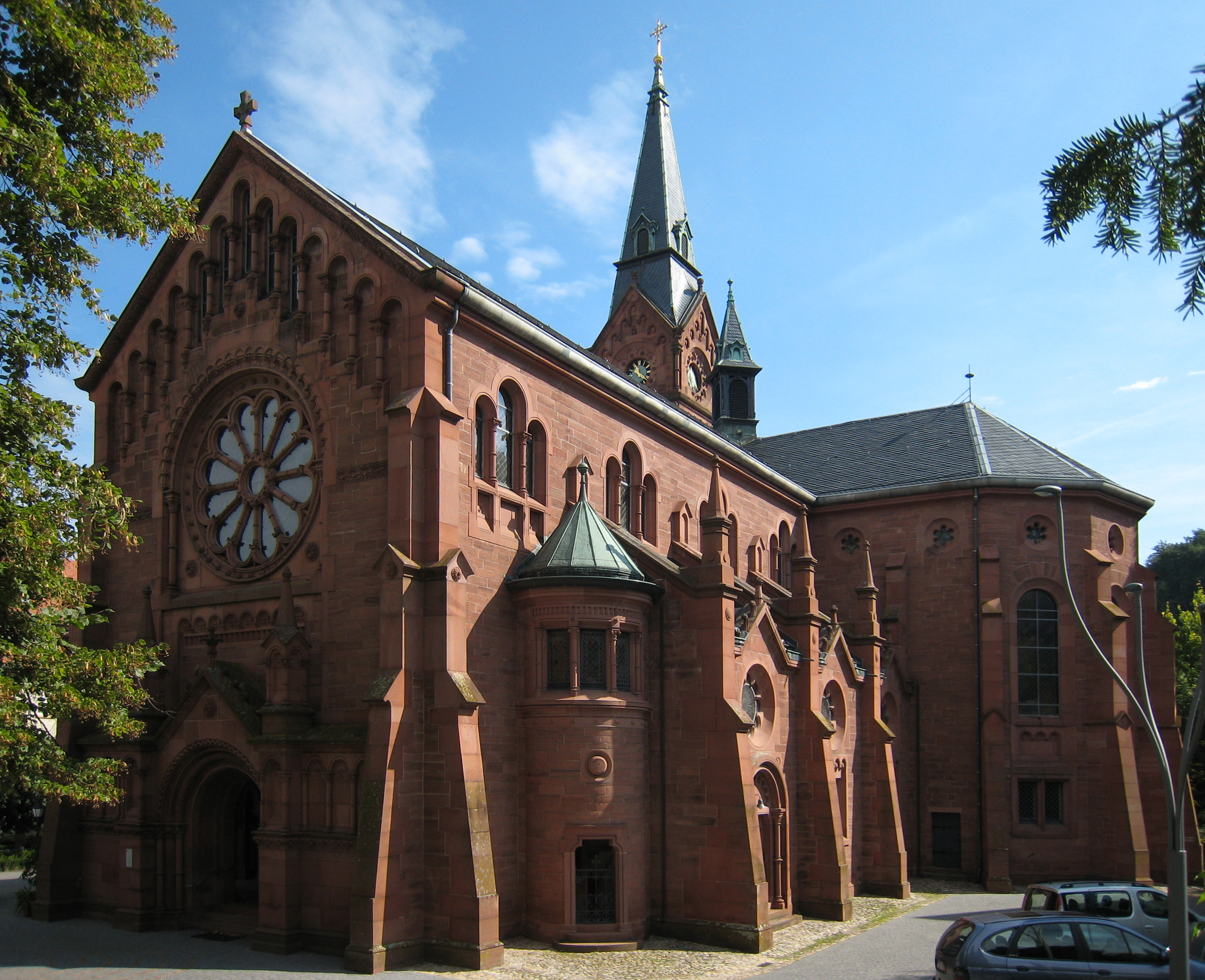
Pauluskirche in Badenweiler

Die evangelische Pauluskirche steht in Badenweiler, einer Gemeinde im Landkreis Breisgau-Hochschwarzwald von Baden-Württemberg. Die Kirchengemeinde gehört zum Kirchenkreis Südbaden der Evangelischen Landeskirche in Baden. Sie ist beim Landesamt für Denkmalpflege Baden-Württemberg als Baudenkmal eingetragen.

## Beschreibung
Die Kreuzbasilika im Rundbogenstil wurde 1893–1898 anstelle eines gotischen Vorgängerbaus nach einem Entwurf von Josef Durm errichtet, die sich an spätromanische Kirchen anlehnt. Sie besteht aus einem Langhaus mit einem Mittelschiff und zwei Seitenschiffen, einem eingezogenen, polygonal geschlossenen Chor im Osten, einem dazwischen liegenden Querschiff und einem Chorflankenturm, in dessen Glockenstuhl vier Kirchenglocken hängen, und der mit einem spitzen Helm bedeckt ist, an der Nordseite des Chors. Im Bereich der Vierung erhebt sich ein Dachreiter.

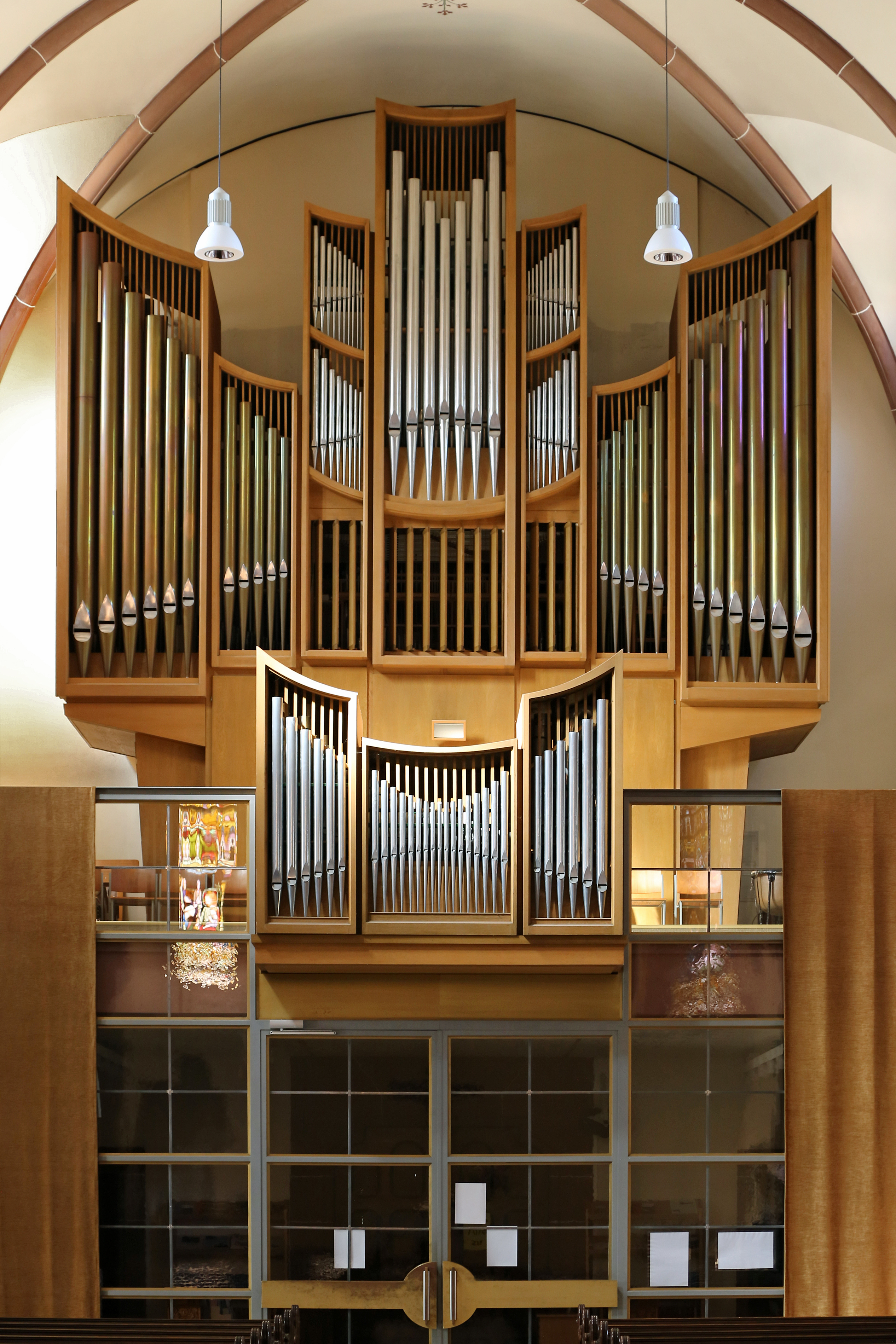
Orgel

Der Innenraum ist mit einem Kreuzrippengewölbe überspannt. In den Seitenschiffen sind Emporen eingebaut. In den Chor wurden vom Vorgängerbau spätgotische Malereien über die drei Lebenden und die drei Toten übertragen. Die Orgel wurde 1963 von Orgelbau Friedrich Weigle errichtet und 1999 überholt sowie geringfügig umdisponiert. Sie umfasst 39 Register auf zwei Manualen und Pedal. Außerdem existiert ein Positiv von Paul Ott mit sechs Registern aus dem Jahr 1968.

## Vorgängerbebauung
Unter der Pauluskirche befinden sich die Grundmauern eines Tempels aus römischer Zeit. Dieser gehörte zu den römischen Thermen von Badenweiler und war der keltischen Fruchtbarkeitsgöttin Abnoba sowie ihrer römischen Entsprechung, der Jagdgöttin Diana, geweiht. Zu diesem Tempelbezirk gehörte auch ein reich verziertes steinernes Bogenmonument.